# Paraneaetha
Paraneaetha Denis, 1947 è un genere di ragni appartenente alla famiglia Salticidae.

## Etimologia
Il nome deriva dal prefisso greco παρά, parà, che significa presso, vicino, accanto, ad indicare la somiglianza dei caratteri con il genere Neaetha.

## Distribuzione
L'unica specie oggi nota di questo genere è un endemismo dell'Egitto.

## Tassonomia
A dicembre 2010, si compone di una sola specie:
- Paraneaetha diversa Denis, 1947[2] — Egitto